# بيتر فورد
بيتر فورد (ولد في 27 يونيو 1947) دبلوماسي بريطاني متقاعد. كان سفيرا إلى البحرين من 1999 إلى 2003 وسوريا من 2003 إلى 2006.
تلقى تعليمه في مدرسة هيلسبي الثانوية وكلية الملكة بأكسفورد. بعد تقاعده من الخدمة الدبلوماسية في عام 2006 عين ممثل المفوض العام لوكالة الأمم المتحدة لإغاثة وتشغيل اللاجئين الفلسطينيين في العالم العربي.